# Creature Commandos
Production
Diffusion
Creature Commandos est une série télévisée d'animation américaine pour adultes. Elle est basée sur l'équipe éponyme de DC Comics. Produite par DC Studios et Warner Bros. Animation, il s'agit de la première série télévisée et du premier chapitre du DC Universe. Elle se concentre sur une équipe d'opérations secrètes composée de monstres rassemblés par Amanda Waller. Les sept épisodes sont écrits par le créateur de la série, James Gunn, avec Dean Lorey comme show runner et Yves « Balak » Bigerel comme réalisateur superviseur. Chaque épisode, à l'exception du premier, se concentre sur un personnage de l'équipe
Indira Varma, Sean Gunn, Alan Tudyk, Zoë Chao, David Harbour et Frank Grillo prêtent leur voix aux personnages. Après que James Gunn et Peter Safran sont devenus co-PDG de DC Studios en octobre 2022, ils ont annoncé Creature Commandos en janvier 2023. La production de la série avait alors commencé et le casting était en cours. La distribution vocale a été annoncée en avril. L'animation de la série est assurée par le studio français Bobbypills.
Creature Commandos est diffusée pour la première fois sur le service de streaming Max le 5 décembre 2024, avec ses deux premiers épisodes. La série a reçu des critiques positives, qui ont salué les performances, l'animation et la narration de James Gunn.

## Synopsis
Après les événements de Corto Maltese et sa "collaboration" avec Peacemaker, Amanda Waller n'a plus le droit d'utiliser des prisonniers humains pour ses missions suicides. Elle rassemble donc une équipe composée uniquement de monstres, tous incarcérés à la prison de Belle Reve. Appelée « Force Spéciale M » ou les « Creature Commandos », cette équipe est dirigée par le général Rick Flag Sr., père du colonel Rick Flag Jr. tué à Corto Maltese, et est constituée de « la Fiancée », du Dr Phosphorus, de G.I. Robot, Weasel et Nina Mazursky,. Ils sont envoyés au Pokolistan, un pays sous la menace de Circe et de ses sbires, les Fils de Themyscira.

## Distribution

### Personnages principaux
- Indira Varma (VF : Claire Guyot) : la Fiancée
- Sean Gunn (VF : Roland Timsit) : G.I. Robot (en) et Weasel
- Alan Tudyk (VF : Serge Biavan) : Dr Phosphorus (en), Clayface et Will Magnus (en)
- Zoë Chao (VF : Célia Asensio) : Nina Mazursky
- David Harbour (VF : Stéphane Pouplard) : Eric Frankenstein (en)
- Frank Grillo (VF : Lionel Tua) : le général Rick Flag Sr.

### Personnages récurrents
- Maria Bakalova (VF : Lila Lacombe) : la princesse Ilana Rostovic
- Anya Chalotra (VF : Aude Saintier) : Circé (en)
- Viola Davis (VF : Maïk Darah) : Amanda Waller
- Steve Agee (VF : Bruno Magne) : John Economos

### Invités
- Peter Serafinowicz (VF : Loïc Houdré) : Victor Frankenstein
- Benjamin Byron Davis : Rupert Thorne
- Michael Rooker : Sam Fitzgibbon
- Gregg Henry (VF : Philippe Valmont) : Edward Mazursky
- Linda Cardellini (VF : Pascale Chemin) : Elizabeth Bates
- Maury Sterling : Sgt. Rock
- Jason Konopisos : Congorilla

 Source et légende : version française (VF) sur RS Doublage

## Fiche technique
- Titre original : Creature Commandos
- Création : James Gunn, d'après les personnages de DC Comics créés par J. M. DeMatteis et Pat Broderick
- Musique : Kevin Kiner et Clint Mansell
- Production : James Gunn, Peter Safran, Sam Register, Dean Lorey (producteurs exécutifs), Kandace Reuter (productrice)
- Sociétés de production : Warner Bros. Animation et DC Studios, Bobbypills (France)
- Pays de production :  États-Unis
- Langue originale : anglais
- Nombre d'épisodes : 7 (saison 1)
- Durée : 21-23 minutes

## Épisodes
1. La pétoche (The Collywobbles)
2. Le collier en tourmaline (The Tourmaline Necklace)
3. Vive l'homme de fer (Cheers to the Tin Man)
4. Chasser des écureuils (Chasing Squirrels)
5. La marmite (The Iron Pot)
6. Priyatel Skelet
7. Un monstre très amusant (A Very Funny Monster)

## Production

### Genèse
James Gunn est engagé en octobre 2018 pour écrire et réaliser The Suicide Squad (2021),, une suite autonome du film du DC Extended Universe (DCEU) Suicide Squad (2016) de David Ayer qui conserve certains acteurs mais raconte sa propre histoire. Il travaille avec le producteur Peter Safran, qui a également produit les films du DCEU Aquaman (2018) et Shazam ! (2019) Ils ont ensuite développé The Suicide Squad en une série télévisée dérivée, Peacemaker (2022-présent), pour le service de streaming HBO Max Discovery Inc. et WarnerMedia, la société mère de Warner Bros. ont fusionné en avril 2022 pour devenir Warner Bros. Discovery (WBD), dirigée par le président et chef de la direction David Zaslav. La nouvelle société devait restructurer DC Entertainment et David Zaslav a commencé à chercher un équivalent au président de Marvel Studios, Kevin Feige, pour diriger la nouvelle filialeJames Gunn et Peter Safran ont été annoncés comme coprésidents et co-PDG des DC Studios nouvellement formés à la fin du mois d'octobre 2022. Une semaine après leur entrée en fonction, ils ont commencé à élaborer un plan de huit à dix ans pour un nouveau DC Universe (DCU) qui serait un « soft reboot » du DCEU,,James Gunn et Peter Safran ont déclaré que certains membres de la distribution reviendraient de The Suicide Squad et Peacemaker dans le DCU, et qu'une « mémoire approximative » des événements de ces projets subsisterait.

### Développement
Après le succès de Peacemaker, James Gunn a discuté de la réalisation d'une série animée pour Max, le successeur de HBO Max. Comme Max lui demandait une autre série tout en sachant que s'engager était une « grosse affaire », James Gunn ne savait pas quoi faire, il a donc commencé à jouer avec des idées et a trouvé le concept de la série sous forme de scripts spéculatifs, qu'il a terminés quelques semaines avant sa promotion. Il a écrit la série de sept épisodes sans contrat, basée sur l'équipe de monstres Creature Commandos de DC Comics. Le 31 janvier 2023, James Gunn et Safran dévoilent les premiers projets de leur série DCU, qui commence avec Le Chapitre 1 : Dieu and Monstres. Le premier projet était Creature Commandos, qui devait sortir comme un « apéritif “ pour le DCU avant le film Superman (2025),, avec certains personnages de la série apparaissant dans ce film Creature Commandos n'était pas censé être le ” bon point d'entrée » de la franchise, mais a été choisi comme tel parce qu'il était déjà écrit. James Gunn a déclaré que la série faisait partie intégrante de leur vision du DCU, établissant le fait que les personnages seraient traités de manière cohérente dans les différents médias à l'avenir. Warner Bros. Animation a coproduit la série. Les producteurs exécutifs sont James Gunn et Peter Safran de DC Studios, Sam Register de Warner Bros. Animation et Dean Lorey,. Lorey a été le showrunner de la série, avec Yves « Balak » Bigerel en tant que réalisateur superviseur et Rick Morales de Warner Bros. Animation en tant que producteur superviseur,. James Gunn a engagé Dean Lorey en tant que showrunner en raison de ses engagements dans le DCU, le laissant dans l'obligation d'engager un showrunner pour la série. Décrivant son implication dans la production, James Gunn a déclaré que l'équipe a pris ses scripts et a fait une série « intrinsèquement bonne » pour laquelle il a suggéré quelques améliorations.
Dean Lorey et James Gunn avaient discuté d'une éventuelle deuxième saison pour novembre 2024, mais Dean Lorey a dit que cela dépendait du temps dont disposait Gunn pour écrire d'autres scripts. James Gunn a déclaré qu'il voulait que Lorey et d'autres personnes ayant travaillé sur la première saison reviennent, même si l'histoire se poursuivait sous un format différent, comme un film Creature Commandos plutôt qu'une deuxième saison,.
Dès le mois d'après, DC Studios et Max annoncent le renouvellement de la série pour une seconde saison.

### Écriture
Créés pour Weird War Tales #93 (1980) par J. M. DeMatteis et Pat Broderick, les Creature Commandos étaient à l'origine une équipe de monstres combattant les nazis pendant la Seconde Guerre mondiale,. La série dépeint une version moderne de l'équipe rassemblée par Amanda Waller après les événements de la première saison de Peacemaker. L'équipe est également appelée Task Force M, le « M » signifiant monstre. Elle comprend Rick Flag (Senior), Nina Mazursky, le Docteur Phosphorus, la Fiancée, G.I. Robot et Weasel, James Gunn a déclaré que la Fiancée était le personnage principal. Les personnages Waller, Weasel et le fils de Flag, Rick Flag Jr. sont déjà apparus dans The Suicide Squad.
Chaque épisode est centré sur un membre différent de l'équipe,similaire à la série Lost (2004-2010) Dans sa présentation de la série, James Gunn l'a décrite comme sombre, « humoristique mais jamais gnangnan », et non sentimentale, avec des thèmes adultes et politiques. Il a été influencé par les Universal Classic Monsters, la série de mangas Golgo 13 (1968-présent) et les films de guerre des années 1960 La caractérisation de Frankenstein et de la mariée s'est inspirée du roman original Frankenstein de Mary Shelley (1818) plutôt que du film Frankenstein de Boris Karloff (1931). Frank Grillo a déclaré que la série était « hard R » avec un ton « drôle et sale »,et des scènes de sexe « classées X » Morales l'a décrite comme un « retournement macabre » sur des ensembles d'action tels que le film The Dirty Dozen (1967) et la série The A-Team (1983-1987). James Gunn a comparé la série à The Suicide Squad et à son film du Marvel Cinematic Universe (MCU) Les Gardiens de La Galaxie (2014), notant qu'ils sont tous deux axés sur « les parias, les types irréguliers et les bizarres », mais Creature Commandos est moins sentimental que Les Gardiens de La Galaxie en raison des différentes allégeances morales de chaque équipe.

### Attribution des rôles et enregistrement des voix
James Gunn et Peter Safran ont déclaré que Viola Davis reprendrait son rôle d'Amanda Waller dans The Suicide Squad et Peacemaker dans le DCU, et il a été confirmé qu'elle interpréterait le personnage dans Creature Commandos lors de l'annonce de la série. Le casting était déjà en cours, Gunn et Safran ayant l'intention d'engager des acteurs capables de chanter les personnages de la série et de les interpréter dans les projets DCU en action, Gunn assurant que cela se produira à 100 %; les acteurs ont passé des auditions devant la caméra plutôt que des auditions en voix off. Le casting était presque terminé à la fin février 2023.
La distribution a été annoncée en avril, avec Frank Grillo dans le rôle de Flag Sr[16], Maria Bakalova dans le rôle de la princesse Ilana Rostovic, un personnage original créé pour la série,, Zoë Chao dans le rôle de Mazursky, Alan Tudyk dans le rôle du Docteur Phosphorus, David Harbour dans le rôle de Frankenstein, Indira Varma dans le rôle de la Fiancée, Sean Gunn dans le rôle de G.I. Robot, en plus de reprendre le rôle de Weasel qu'il avait incarné dans The Suicide Squad, et Steve Agee, qui reprend son rôle de John Economos, aperçu dans The Suicide Squad et Peacemaker,,. James Gunn a déclaré que Harbour était son premier choix pour Frankenstein, et que certains des acteurs, y compris Frank Grillo, étaient déjà prévus pour des apparitions en prises de vue réelles. Il s'agit d'un projet d'une durée de trois ans qui a pour but d'améliorer la qualité de la vie des gens et d'améliorer la qualité de la vie de la population en général et de la population en particulier. Contrairement à la plupart des projets hollywoodiens où les emplois du temps des acteurs ne s'alignent pas, les acteurs de la série ont pu enregistrer ensemble, principalement parce que les showrunners estimaient que l'énergie entre eux devait être réelle, avec Indira et Zhao ou Grillo avec Habour et Bakalova enregistrant ensemble par exemple, se « fangirling » mutuellement. James Gunn a servi de directeur vocal pour les acteurs principaux.
En novembre 2023, Anya Chalotra aurait été choisie pour le rôle de Circé, ce que James Gunn a confirmé en janvier 2024. En octobre, Michael Rooker, Linda Cardellini, Gregg Henry, Peter Serafinowicz et Benjamin Byron Davis ont été révélés comme ayant des rôles d'invités dans la série, et le personnage de Clayface a été révélé comme faisant son apparition. Micheal Rooker a accepté le rôle sans hésiter, comme le veut la coutume, parce qu'il a toujours « rendu service » à James Gunn chaque fois qu'il avait besoin de lui, tout comme Cardellini, que James Gunn considère comme un autre de ses amis proches. À cette époque, il a été confirmé que Davis incarnerait Rupert Thorne dans la série. Alan Tudyk a déclaré le mois suivant qu'il incarnerait Clayface après l'avoir fait pour la série DC Harley Quinn (2019-présent). Lorsque James Gunn a annoncé à Alan Tudyk qu'il reprendrait le personnage, Alan Tudyk avait déjà prévu de demander s'il pouvait le faire. James Gunn a révélé fin novembre que Alan Tudyk reprenait également le rôle de Will Magnus dans la série.

### Animation et conception
La production a débuté à la fin du mois de janvier 2023. Gunn a déclaré que l'animation était un moyen de « raconter des histoires gigantesques » sans gros budget. Le studio d'animation Bobbypills a travaillé sur la série. En février 2024, l'animation initiale avait été achevée et l'image verrouillée. La série adhère au mandat de James Gunn pour une approche cohérente de l'univers DC, de sorte que les personnages et les lieux puissent se déplacer d'un média à l'autre et être familiers au public. Les concepteurs ont d'abord redessiné la prison de Belle Reve pour en faire un « magnifique lieu gothique au sommet d'une colline “, mais Gunn leur a dit qu'elle devait correspondre au design du ” bâtiment terne et ennuyeux » vu dans The Suicide Squad. Les nouveaux lieux, comme le manoir de Frankenstein, présentent des designs plus proches du look original de Belle Reve. Malgré cela, James Gunn a déclaré en octobre 2024 qu'il n'imposait « aucune esthétique globale » au DCU et qu'il voulait que chaque projet soit « sa propre chose ». Dean Lorey a déclaré que la série avait un style d'Europe de l'Est qui était ancré mais stylisé, et différent de Harley Quinn.

### Musique
En août 2024, James Gunn révèle que Kevin Kiner et Clint Mansell composeront la musique de la série. Le duo avait déjà composé la musique de la première saison de Peacemaker,. La chanson thème de Creature Commandos est une version de « Moliendo café “ de l'artiste vénézuélien Hugo Blanco, interprétée par le groupe romani Fanfare Ciocărlia. Lors du développement de la série, James Gunn a créé un ” mood-board musical » inspiré par les œuvres de Gogol Bordello et des Dresden Dolls.

## Promotion
Une session de making-of et une présentation de la série avec Balak et Morales ont eu lieu au Festival international du film d'animation d'Annecy 2024. James Gunn n'a pas pu être présent en raison de son calendrier de tournage pour Superman, mais il a introduit la présentation via un message vidéo. Deux séquences de storyboard ont été montrées, ainsi que des dessins de personnages et de lieux, Rafael Motamayor de /Film et Kambole Campbell d'Animation Magazine ont tous deux critiqué le message vidéo de James Gunn comme étant ennuyeux et trop axé sur la stratégie de l'entreprise. Ils se sont montrés plus positifs sur le reste de la présentation et les séquences qui ont été montrées, mais ont exprimé leur inquiétude sur le fait que les besoins du DCU au sens large passaient avant ce qui était le mieux pour la série ; Motamayor a déclaré que le changement du nouveau design de Belle Reve pour un design plus similaire à The Suicide Squad a été accueilli avec une « déception palpable » pendant la présentation. Ils ont tous deux fait l'éloge d'autres éléments du design. Campbell a espéré que les intentions créatives de Balak et Bobbypills seraient plus présentes dans la série finale que les besoins de synergie de l'entreprise,.
En juillet 2024, James Gunn a fait une apparition surprise lors d'une table ronde au Comic-Con de San Diego en présence de Jim Lee, directeur de l'exploitation de DC Comics, et a publié la première bande-annonce de la série Sur la base de cette bande-annonce, James Whitbrook de Gizmodo a déclaré que Gunn « rendait ses idées sur Suicide Squad encore plus folles » avec la série, tandis que Molly Edwards de GamesRadar+ a décrit la bande-annonce comme une « chevauchée colorée et folle ». Charles Barfield de The Playlist a déclaré que le style, le ton et la structure de la série semblaient être similaires aux films Les Gardiens de La Galaxie et The Suicide Squad de James Gunn, réunissant à nouveau un « groupe de personnages disparates » pour combattre certains méchants. Une bande-annonce complète a été diffusée lors d'une table ronde sur la série au New York Comic Con en octobre, en présence de James Gunn, Dean Lorey, Frank Grillo, David Harbour, Zoë Chao, Steve Agee, Yves Bakalova, Alan Tudyk et Sean Gunn Dans un article sur la bande-annonce publié par The A.V. Club, William Hughes a déclaré que la série « a l'air amusante comme l'enfer » et qu'elle ressemblait à « la série de super-héros classique de Gunn » : Justin Carter de Gizmodo a déclaré que la bande-annonce était « un amusement monstrueux », et Eric Francisco de Vulture a déclaré qu'elle avait « un style d'art et d'animation vif avec des couleurs profondes et audacieuses ». Il a ajouté que la bande-annonce « ne lésine pas sur le sang » ; de nombreux autres commentateurs ont également noté la violence et le gore dépeints dans la bande-annonce,,.

## Accueil
Les critiques sont plutôt positives,. Sur le site web Rotten Tomatoes, 94% des 32 critiques sont positives, avec une note moyenne de 7,8/10. Le consensus du site se lit comme suit : « La série, qui porte la marque de fabrique du scénariste James Gunn avec son penchant pour l'humour loufoque et ses personnages attachants, marque des débuts prometteurs pour le DCU". Metacritic, qui utilise une moyenne pondérée, a attribué au film un score de 74 sur 100, basé sur 12 critiques, ce qui indique des critiques “généralement favorables”. ». Sur Metacritic, la première saison obtient la note de 74⁄100 pour 12 critiques.
The A.V. Club a déclaré qu'« il est impossible de le confondre avec autre chose qu'un sous-produit de l'esprit horrifique/junk/sleaze-added de Gunn », et que Creature Commandos était un autre exemple de succès de Gunn pour des personnages de niche, comme il l'a fait avec Les Gardiens de La Galaxie. » Ben Gibbons, de Screen Rant, était du même avis quant à la capacité de Gunn à mettre en avant des personnages obscurs dans son travail. Bien que Gibbons ait trouvé que le premier épisode était une copie de l'introduction de Gunn à l'équipe de Suicide Squad, il a déclaré que la série s'est accélérée par la suite, et a souligné l'utilisation de la musique par Gunn et le « magnifique » style d'animation. Le site Collider a estimé qu'il était naturel pour James Gunn de raconter une histoire « sympathique » sur des marginaux, et a estimé que ces marginaux étaient bien interprétés comme étant racontables et humains. Ils ont déclaré que la série avait bien exploité les forces créatives de Gunn et ont fait l'éloge du style d'animation, qui se situait entre la série télévisée cartoonesque Harley Quinn et l'aspect « auto-sérieux » du film DC direct-to-vidéo typique.
Charlie Ridgely de ComicBook.com a donné une note de 5 sur 5 à Creature Commandos, déclarant que « vous tomberez amoureux de chaque membre de cette équipe, et peut-être même de presque tous les personnages de la série ». Ridgely a déclaré que la série était capable de raconter son histoire à travers la « brise » de ses épisodes d'une demi-heure, et a loué le talent de Gunn pour « vous faire rire et pleurer dans une mesure égale, sans jamais sacrifier l'histoire pour le faire », un élément que Ridgely a trouvé comme un exemple clair de la vision de Gunn pour le DCU, où l'histoire prime. IGN lui a donné une note de 8/10, admettant que son style ne conviendrait pas à tout le monde, remettant en question le chevauchement des canons DCEU-DCU et estimant qu'il s'agissait d'une direction surprenante pour le DCU, mais a déclaré qu'il s'agissait d'un « travail solide » pour faire le lien entre les anciens films et émissions de télévision DC et les nouveaux, et a loué la capacité de Gunn à donner du cœur aux personnages « les plus loufoques et les plus délirants ». Lauren Milici, de Total Film, a fait l'éloge des éléments NSFW, de l'humour cru et de la violence, estimant qu'ils étaient rafraîchissants, et a fait l'éloge des anti-héros complexes et sympathiques, mais a critiqué la longueur du film et la façon dont Economos et Flag ont été « sous-utilisés ».
Steve Seigh de JoBlo.com a déclaré que « s'il y a une chose pour laquelle James Gunn est incroyablement doué, c'est pour mélanger l'action, la comédie et le drame dans un récit captivant avec des personnages qui présentent de la profondeur et de la complexité ». Il a qualifié la série de « cinématographique » dans sa présentation et son rythme, et a salué les performances vocales « remarquables » de Grillo, Varma, Bakalova et Chao. Looper a déclaré que « fondamentalement, Creature Commandos est le dessin animé le plus James Gunn à avoir jamais été James Gunn », et a dit que c'était en grande partie bon, signifiant que le travail de Gunn était « divertissant et tordu » tout en gardant une sincérité émotionnelle, bien que rien de nouveau n'ait été accompli. Ryan Britt d'Inverse a pensé que l'équipe « n'est pas du tout ambitieuse », et qu'elle se sent comme « un banc d'essai » pour Suicide Squad. Il a déclaré que le travail de Gunn était attendu, tout en restant un bon spectacle pour les fans, mais a remis en question sa position en tant que première entrée du reboot du DCU en raison de sa familiarité.